# (7216) Ishkov
(7216) Ishkov (1977 QQ2) – planetoida z pasa głównego asteroid okrążająca Słońce w ciągu 3,17 lat w średniej odległości 2,16 j.a. Odkryta 21 sierpnia 1977 roku.